# Listă de scriitori spanioli

## Argentina
- Marcos Aguinis
- Cèsar Aira
- Juan Bautista Alberdi
- Almafuerte (Pedro Bonifacio Palacios)
- Enrique Anderson Imbert
- Olegario Víctor Andrade
- Abelardo Arias
- Alberto Adrián Arias
- Roberto Arlt
- Hilario Ascasubi
- Jorge Asís
- Nicolás Avellaneda
- Enrique Banch
- Vicente Barbieri
- Leónidas Barletta
- Osvaldo Bayer
- Horacio Jorge Becco
- Francisco Luis Bernárdez
- Isidoro Blaisten
- Miguel Briante
- Jorge Luis Borges
- Alfredo Bufano
- Fausto Burgos
- Eugenio Cambaceres
- Miguel Cané
- Arturo Capdevila
- Evaristo Carriego
- Adolfo Bioy Casares
- Abelardo Castillo
- Haroldo Conti
- Martín Coronado
- Julio Cortázar
- Roberto Cossa
- Humberto Costantini
- Antonio Dal Masetto
- Gregorio de Laferrere
- José de Lavardén
- Esteban de Luca
- Luis de Tejeda
- Martín del Barco Centenera
- Juan Carlos Dávalos
- Estanislao Del Campo
- Marco Denevi
- Enrique Santos Discépolo
- Alejandro Dolina
- Esteban Echeverría
- Samuel Eichelbaum
- Macedonio Fernández
- Baldomero Fernández Moreno
- José Pablo Feinmann
- Jacobo Fijman
- Roberto Fontanarrosa
- Fray Mocho (José Sixto Álvarez)
- Guillermo Gallego
- Manuel Gálvez
- Enrique García Velloso
- Juan Gelman
- Alberto Gerchunoff
- Mempo Giardinelli
- Alberto Girri
- Oliverio Girondo
- Beatriz Guido
- Ricardo Güiraldes
- Joaquín V. González
- Enrique González Tuñón
- Raúl González Tuñón
- José Ignacio Gorriti
- Juana Manuela Gorriti
- Paul Groussac
- Carlos Guido y Spano
- Luis Gusmán
- Eduardo Gutiérrez
- Juan María Gutérrez
- Ricardo Gutiérrez
- Bartolomé Hidalgo
- José Hernández
- José Ingenieros
- Juan Crisóstomo Lafinur
- Alberto Laiseca
- Leònidas Lamborghini
- Osvaldo Lamborghini
- Enrique Larreta
- Lucio Vicente López
- Vicente López y Planes
- Leopoldo Lugones
- Benito Lynch
- Eduardo Mallea
- Lucio V. Mansilla
- Arturo Marasso
- Leopoldo Marechal
- José Mármol
- Julián Martel (José María Miró)
- Ezequiel Martínez Estrada
- Carlos Mastronardi
- Bartolomé Mitre
- Manuel Mújica Laínez
- Enrique Molina
- Ricardo Molinari
- Ricardo Rojas
- Conrado Nalé Roxlo
- Rafael Obligado
- Silvina Ocampo
- Victoria Ocampo
- Pedro Orgambide
- Juan L. Ortiz
- Pablo Pavicich
- Roberto J. Payró
- Nèstor Perlongher
- Alejandra Pizarnik
- Ricardo Piglia
- Roger Pla
- Manuel Puig
- Abel Posse
- Horacio Quiroga (Argentina/Uruguay)
- Horacio Rega Molina
- Andrés Rivera
- Enrique Rodríguez Larreta
- Ricardo Rojas
- Germán Rozenmacher
- Juan José Saer
- Ernesto Sábato
- Dalmiro A.Sáenz
- Florencio Sánchez (Argentina/Uruguay)
- Julio Sánchez Gardel
- Beatriz Sarlo
- Domingo Faustino Sarmiento
- Marcos Sastre
- Osvaldo Soriano
- Alfonsina Storni
- José Sebastián Tallón
- Héctor Tizón
- Manuel Ugarte
- Paco Urondo
- Juan Cruz Varela
- David Viñas
- Rodolfo Walsh
- María Elena Walsh
- Eduardo Wilde

## Bolivia
- Alcides Arguedas
- Ricardo Jaimes Freyre

## Chile
- Antonieta Rodriguez
- Antonio Skármeta
- Alberto Fuguet
- Alejandro Jodorowsky
- Alfonso Calderón
- Alonso de Ercilla
- Arturo Aldunate Phillips
- Augusto dHalmar
- Benjamín Subercaseaux
- Braulio Arenas
- Daniel de la Vega
- Delia Domínguez
- Diamela Eltit
- Eduardo Anguita
- Eduardo Garrido Merino
- Elicura Chihuailaf
- Enrique Lihn
- Francisco Antonio Encina
- Francisco Coloane
- Gabriela Mistral
- Gonzalo Contreras
- Gonzalo Rojas
- Guillermo Blanco
- Hernán del Solar
- Hernán Díaz Arrieta
- Isabel Allende
- Joaquín Edwards Bello
- Jorge Edwards
- José Donoso
- José Victorino Lastarria
- Juan Guzmán Cruchaga
- Juvencio Valle
- Manuel Rojas
- Marcela Paz
- Marcela Serrano
- María Luisa Bombal
- Marta Brunet
- Mauricio Wacquez
- Max Jara
- Miguel Arteche
- Nicanor Parra
- Oscar Hahn
- Omar Pérez Santiago
- Pablo de Rokha
- Pablo Neruda
- Pedro de Oña
- Pedro Lemebel
- Pedro Prado
- Raúl Zurita
- Roberto Bolaño
- Roque Esteban Scarpa
- Sady Zañartu
- Salvador Reyes
- Sergio Badilla Castillo
- Vicente Huidobro
- Víctor Domingo Silva
- Volodia Teitelboim
- Waldemar Verdugo Fuentes

## Columbia
- Eduardo Carranza
- Maria Mercedes Carranza
- Eduardo Cote
- Gabriel García Márquez
- Alvaro Mutis
- José Eustaquio Rivera
- José Asunción Silva
- Guillermo Valencia
- Fernando Vallejo

## Cuba
- Arenas, Reinaldo
- Emilio Bobadilla
- Guillermo Cabrera Infante
- Alejo Carpentier
- Julián del Casal
- Eliseo Diego[1]
- José Antonio Echeverría
- Gertrudis Gómez de Avellaneda
- Nicolás Guillén
- José María de Heredia
- Alberto Insúa
- José Lezama Lima
- Dulce María Loynaz
- Juan Bautista Manzano
- Jorge Mañach
- José Martí
- Nancy Morejón
- Virgilio Piñera
- Gabriel de la Concepción Valdés
- Félix Varela
- Cirilo Villaverde

## El Salvador
- Manlio Argueta
- Roque Dalton
- Claudia Hernández
- Claudia Lars
- Hugo Lindo
- Alvaro Menen Desleal
- Rafael Menjívar Ochoa
- René Rodas
- Salvador Salazar Arrué (Salarrué

## Spania
- Leopoldo Alas «Clarín»
- Rafael Alberti
- Antonio Alcalá Galiano
- Francisco de Aldana
- Ignacio Aldecoa
- Vicente Aleixandre
- Mateo Alemán
- Dámaso Alonso
- Manuel Altolaguirre
- Núria Añó
- León de Arroyal
- Max Aub
- Agustín Díaz Pacheco
- Manuel Azaña
- Bernardo de Balbuena
- Arturo Barea
- Corpus Barga
- Pío Baroja
- Gustavo Adolfo Bécquer
- Gonzalo de Berceo
- José María Blanco White
- Vicente Blasco Ibáñez
- Gabriel Bocángel
- Juan Boscán
- Antonio Buero Vallejo
- José Cadalso
- Pedro Calderón de la Barca
- Rafael Cansinos Asséns
- Fray Bartolomé de las Casas
- Cristóbal de Castillejo
- Rosalía de Castro
- Camilo José Cela
- Luis Cernuda
- Miguel de Cervantes
- Leopoldo Alas «Clarín»
- Ramón de la Cruz
- Miguel Delibes
- Gerardo Diego
- Bernal Díaz del Castillo
- Juan del Encina
- Alonso de Ercilla
- José de Espronceda
- Benito Jerónimo Feijoo
- Leandro Fernández de Moratín
- Luis Fernández Santos
- Antonio Gala
- Federico García Lorca
- Jaime Gil de Biedma
- Ramón Gómez de la Serna
- Ramón Gómez de Ayala
- Luis de Góngora y Argote
- Ángel González
- Juan Goytisolo
- Baltasar Gracián
- Fray Antonio de Guevara
- Jorge Guillén
- Ibn Hazm
- Miguel Hernández
- Fernando de Herrera
- José Hierro
- Diego Hurtado de Mendoza
- Tomás de Iriarte
- José Francisco de Isla
- Juan Ramón Jiménez
- Melchor Gaspar de Jovellanos
- Don Juan Manuel
- Carmen Laforet
- Mariano José de Larra
- Luis de León
- Gerardo Lobo
- Pero López de Ayala
- Marqués de Santillana
- Antonio Machado
- Manuel Machado
- Jorge Manrique
- Juan de Mariana
- Azorín
- Juan Marsé
- Ana María Matute
- Gregorio Mayáns y Siscar
- Juan Meléndez Valdés
- Juan de Mena
- Gabriel Miró
- Terenci Moix
- Agustín Moreto
- Francisco Nieva
- José Ortega y Gasset
- Eugenio d'Ors
- Blas de Otero
- Armando Palacio Valdés
- Leopoldo Panero
- Emilia Pardo Bazán
- José María de Pereda
- Ramón Pérez de Ayala
- Benito Pérez Galdós
- Arturo Pérez Reverte
- Francisco de Quevedo y Villegas
- Luis Quiñones de Benavente
- Fernando de Rojas
- Francisco de Rojas Zorrilla
- Juan Ruiz Arcipreste de Hita
- Alfonso X el Sabio
- Pedro Salinas
- Rafael Sánchez Ferlosio
- Ramón J. Sender
- Antonio de Solís
- Conde de Villamediana
- Tirso de Molina
- Sem Tob
- Gonzalo Torrente Ballester
- Diego de Torres y Villarroel
- Francisco Umbral
- Miguel de Unamuno
- Jaume d'Urgell
- Juan de Valdés
- Juan Valera (1824-1905)
- Ramón María del Valle-Inclan
- Félix Lope de Vega
- Garcilaso de la Vega
- Gil Vicente
- Luis Antonio de Villena
- Juan Luis Vives
- Manuel Vázquez Montalbán
- Juan de Zabaleta
- María de Zayas
- José Zorrilla
- Juan Antonio Zunzunegui

## Filipine
- José Rizal

## Guatemala
- Miguel Angel Asturias
- Luis Cardoza y Aragón

## Méxic
- Ignacio Manuel Altamirano
- Mariano Azuela
- Roberto Bolaño
- Antonio Caso
- Sor Juana Inés de la Cruz
- José Joaquín Fernández de Lizardi
- Carlos Fuentes
- Ramón López Velarde
- Enrique González Martínez
- Manuel Gutiérrez Nájera
- Martín Luis Guzmán
- Amado Nervo
- Nezahuatlcóyotl
- Manuel Payno
- Octavio Paz
- Guillermo Prieto
- Alfonso Reyes
- Juan Rulfo
- Jaime Sabines
- José Juan Tablada
- José Vasconcelos

## Nicaragua
- Gioconda Belli
- Ernesto Cardenal
- Rubén Darío

## Panama
- Guillermo Sánchez Borbón
- Ricardo Miró
- José María Sánchez
- Mario Augusto Rodríguez
- Enrique Jaramillo Levi
- José Luis Rodríguez Pittí
- Carlos Fong
- Javier Alvarado
- Melanie Taylor
- Darío Herrera
- José María Sánchez
- Sofía Santim

## Perú
Artículo principal: Literatura del Perú
- Ciro Alegría (1909-1967).
- Luis Felipe Angell, (Sofocleto)
- Manuel Ascencio Segura y Cordero
- Rosa Arciniego
- José María Arguedas (1911-1969).
- Aída Balta (1957).
- Jaime Bayly
- Jorge Eduardo Benavides (1964).
- Alfredo Bryce Echenique (1939).
- Mónica Buse
- Mercedes Cabello de Carbonera
- Zoila Aurora Cáceres
- Carlos Alberto Cachay
- Samuel Cavero
- Óscar Colchado Lucio
- Guillermo Dañino (1930).
- Pilar Dughi
- José María Eguren (1874-1942).
- Rafael de la Fuente Benavides "Martín Adán"
- Berrenechea Gálvez
- Abelardo Gamarra Rondo
- Francisco García Calderón Rey
- Garcilaso de la Vega "El Inca"
- María Eugenia González Olaechea de Casanova
- Manuel González Prada (1844-1918).
- Eduardo González Viaña
- Javier Heraud
- Luis Hernández Camarero
- Enrique López Albújar
- Mariano Lorenzo Melgar Valdivieso
- Clorinda Matto de Turner
- José Carlos Mariátegui
- Mariano Melgar
- César Moro (1903-1956).
- Abraham Padilla Bendezú (1918-2003)
- Angélica Palma
- Ricardo Palma (1833-1919).
- José María Pando
- Felipe Pardo y Aliaga
- Pedro de Peralta Barnuevo
- Javier Pérez de Cuéllar Guerra (1920)
- Ángel Fernando Quiroz
- Julio Ramón Ribeyro (1929-1994).
- Carlos Augusto Salaverry
- José Faustino Sánchez Carrión
- José Santos Chocano (1875-1934).
- Felipe Sassone
- Manuel Scorza (1928-1983).
- Abraham Valdelomar Pinto (1888-1919)
- César Vallejo (1892-1938)
- Mario Vargas Llosa (1936).
- Martín Yrigoyen Yrigoyen (1946)

Veáse támbien: Literatura inca

## Republica Dominicană
- Juan Bosch Gaviño

## Uruguay
- Delmira Agustini
- Eduardo Galeano
- Mario Benedetti
- Jorge Majfud
- Tomás de Mattos
- Julio Herrera y Reissig
- Juana de Ibarbourou
- Juan Carlos Onetti

## Venezuela
- Andrés Bello
- Andrés Eloy Blanco
- Arturo Uslar Pietri

## Vezi și
- Listă de dramaturgi spanioli